# Volcán de Tagoro
Volcán de Tagoro es un fast ferry tipo Wave Piercing catamarán operado por la naviera española Naviera Armas entre las Islas Canarias de Gran Canaria y Tenerife en el Océano Atlántico. La construcción del barco se completó en julio de 2019 y entró en funcionamiento un mes después, uniendo las dos capitales canarias, Las Palmas de Gran Canaria y Santa Cruz de Tenerife, en poco más de hora y media.  El corto tiempo de viaje no solo le da a Armas una ventaja competitiva en el transporte marítimo entre las dos islas, sino que también le permite competir con los vuelos. 
El 5 de abril de 2021 Naviera Armas anunció la llegada del Volcán de Taidia, buque gemelo del Tagoro construido por Incat para realizar la ruta paralela entre las capitales, sustituyendo al Villa de Agaete.

## Nombre
Volcán de Tagoro sigue la nomenclatura habitual de Naviera Armas, que consiste en ' Volcán de ' seguido de un nombre canario que comience con la letra T. En este caso particular, el barco lleva el nombre del volcán submarino Tagoro, que hizo erupción al sur de la isla de El Hierro en 2011. Después de la entrega del barco en Australia, y durante el viaje de 25 días a las Islas Canarias, el Volcán de Tagoro navegó directamente sobre el volcán submarino Tagoro, rindiendo homenaje a su homónimo.

## Diseño y construcción
El Volcán de Tagoro fue construido en Hobart, Australia por el astillero Incat . El buque tiene 111 metros de eslora, 30,5 metros de manga y calado de 4,16 metros.  Tiene una velocidad de servicio de 35 kn (65 km/h) , aunque puede alcanzar velocidades de  42,4 kn  (78,5 km/h).
El buque está propulsado por cuatro motores diésel MAN Energy Solutions 20V28 / 33D, cada uno capaz de proporcionar 9100 kW de potencia. Los motores diésel impulsan cuatro waterjets Wärtsilä LJX 1500. La energía eléctrica es generada por cuatro grupos electrógenos Scania DI13.

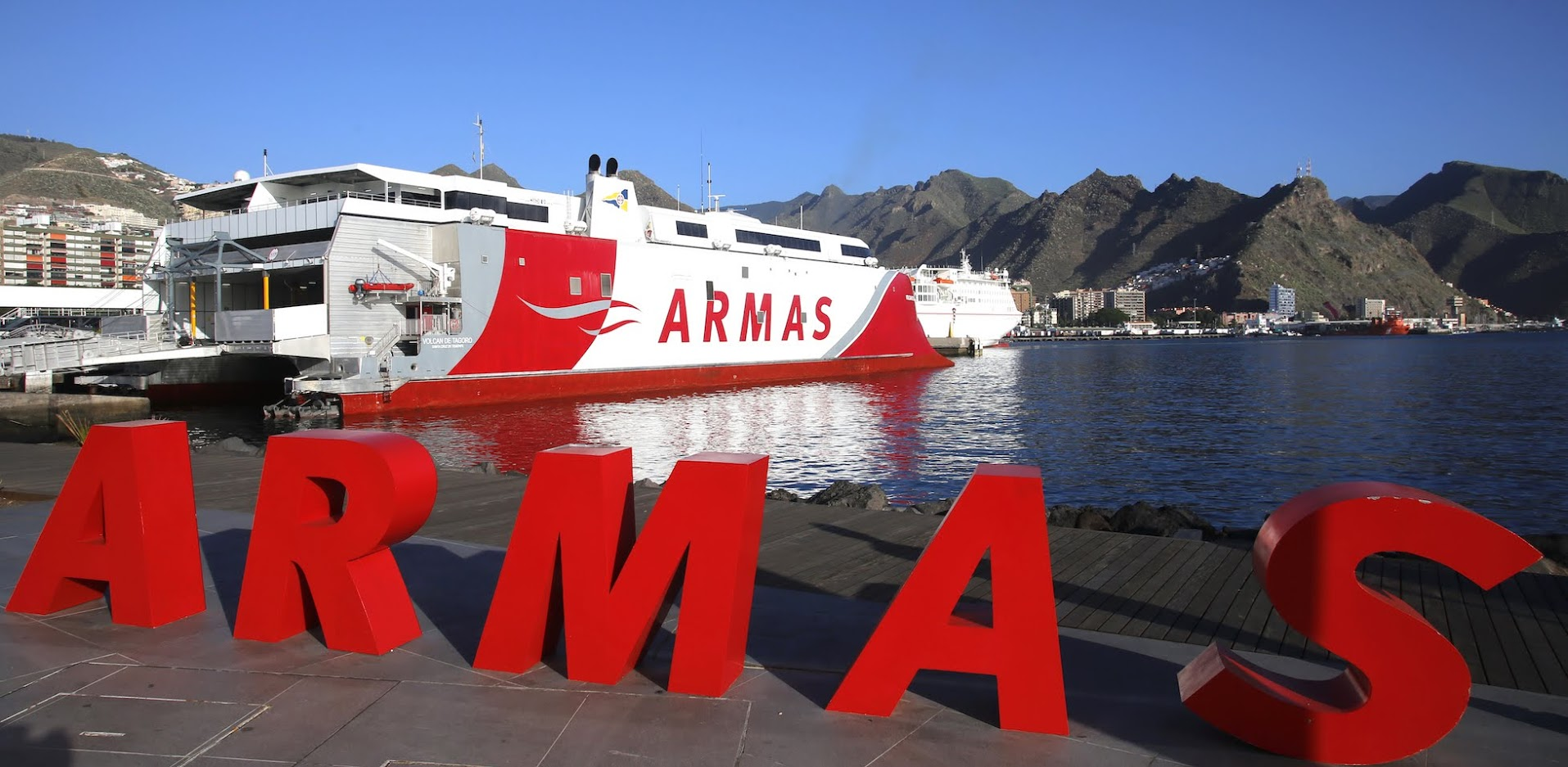
Volcán de Tagoro en la terminal de Naviera Armas

Cabe destacar las nuevas modificaciones con respecto a los cascos de los WP catamaran tradicionales. Se observa un gran bulbo de proa con T-foil incorporado, un aumento de la eslora, manga y puntal que lo hace muy estable y cómodo para navegar entre las Islas Canarias.
El barco puede transportar hasta 1184 pasajeros en su cubierta principal en salones de Premium Class, Premium Economy y butaca general. También alberga bares, comedores, tienda de regalos, baños, zona infantil y gran terraza. La primera y segunda cubierta se utilizan para el transporte de vehículos y carga rodada. La bodega tiene una capacidad total para 390 automóviles y 595 metros lineales para camiones; este último se puede utilizar como espacios adicionales para automóviles, lo que permite un total de 401 automóviles. La segunda cubierta también alberga alojamiento para la tripulación. 

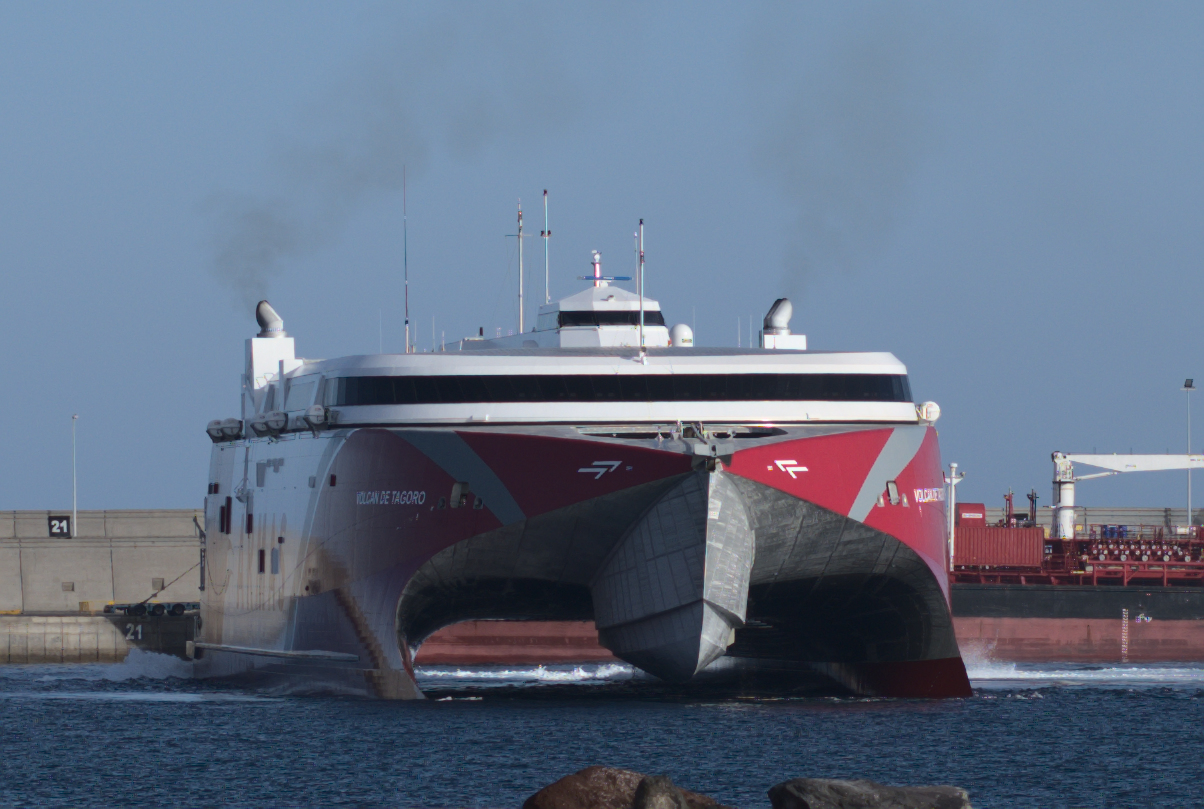
Volcán de Tagoro en el Puerto de Las Palmas